# Wallace Osgood Fenn
Wallace Osgood Fenn (Lanesborough, 27 aprile 1893 – Rochester, 20 settembre 1971) è stato un fisiologo statunitense.
Docente all'università di Rochester, è noto per i suoi studi sulla contrazione muscolare e sul consumo di ossigeno molecolare nel tessuto nervoso.
Nel 1964 l'Accademia dei Lincei gli ha assegnato il Premio Internazionale Feltrinelli per la Medicina.